# Cumbia Romántica
Die Cumbia Romántica ist eine sehr erfolgreiche argentinische Abwandlung der kolumbianischen Cumbia. Sie entstand um 1990 im Milieu der aus den Nordostprovinzen Argentiniens zugewanderten Arbeiter in Buenos Aires und Santa Fe, wurde aber erst um 1995 herum zu einem Massenphänomen.
Die Cumbia Romantica charakterisiert sich durch schmalzige Texte, eingängige Melodien und elektronische Einflüsse, so dass sie dem Pop sehr nahe ist. Viele Bands wurden zudem wie Boygroups in Castings zusammengestellt und gaben Playback-Shows. Nichtsdestoweniger gibt es auch Bands, die sich den Respekt vieler Kritiker erlangt haben, wie Ráfaga und die humorvollen Amar Azul.
Der Dresscode der Bands dieser Musikrichtung ist sehr glamourös, die Bands verwenden hauptsächlich altertümliche spanische Anzüge aus dem 19. Jahrhundert und tragen deutlich sichtbaren Schmuck, was dazu führte, dass die Bewegung auch als Cumbia Glamurosa (glamouröse Cumbia) bezeichnet wird.
Als Gegenbewegung zur Cumbia Romantica entstand 1999 die Cumbia Villera.

## Bekannte Bands und ihre Hits
- Los Mirlos
- Gilda ("No me arrepiento de este amor", "Corazón valiente", "Fuiste")
- Commanche ("Tonta", "Misión imposible")
- La Nueva Luna
- Ráfaga ("La luna y tú", "Aguita")
- Grupo Red
- Grupo Green
- Grupo Blue
- Los Sultanes ("Décile que lo quiero")
- Daniel Agostini
- La Cumbia ("Ya llegó el sabor")
- Amar Azul ("El polvito del Amor", "Yo tomo licor")
- Los Delfines
- Grupo Sombras